# Road Trips Volume 4 Number 3
Road Trips Volume 4 Number 3 je koncertní album skupiny Grateful Dead. Nahrávky pocházejí z 20. a 21. listopadu 1973 a vznikly v Denveru, Colorado. Album vyšlo 26. dubna 2011 u Grateful Dead Records. Existuje i verze s bonusovým diskem, ta vznikla 6. prosince 1973 v Clevelandu, Ohio.

## Seznam skladeb
| Disk 1 | Disk 1               | Disk 1                       | Disk 1 |
| Pořadí | Název                | Autor                        | Délka  |
| ------ | -------------------- | ---------------------------- | ------ |
| 1.     | Me and My Uncle      | Phillips                     | 3:29   |
| 2.     | Sugaree              | Garcia, Hunter               | 7:41   |
| 3.     | Jack Straw           | Weir, Hunter                 | 5:13   |
| 4.     | Dire Wolf            | Garcia, Hunter               | 4:26   |
| 5.     | Black-Throated Wind  | Weir, Barlow                 | 6:51   |
| 6.     | Big Railroad Blues   | Lewis, arr. by Grateful Dead | 5:31   |
| 7.     | Mexicali Blues       | Weir, Barlow                 | 3:48   |
| 8.     | They Love Each Other | Garcia, Hunter               | 5:37   |
| 9.     | Looks Like Rain      | Weir, Barlow                 | 7:35   |
| 10.    | Here Comes Sunshine  | Garcia, Hunter               | 11:08  |
| 11.    | Big River            | Cash                         | 5:22   |
| 12.    | Brokedown Palace     | Garcia, Hunter               | 5:53   |

| Disk 2 | Disk 2                                                   | Disk 2                           | Disk 2 |
| Pořadí | Název                                                    | Autor                            | Délka  |
| ------ | -------------------------------------------------------- | -------------------------------- | ------ |
| 1.     | Weather Report Suite 1. Prelude 2. Part 1 3. Let It Grow | Weir Weir, Anderson Weir, Barlow | 14:53  |
| 2.     | Mississippi Half-Step Uptown Toodeloo                    | Garcia, Hunter                   | 7:59   |
| 3.     | Playing in the Band                                      | Weir, Hart, Hunter               | 11:57  |
| 4.     | El Paso                                                  | Robbins                          | 3:57   |
| 5.     | Playing in the Band                                      | Weir, Hart, Hunter               | 4:30   |
| 6.     | Wharf Rat                                                | Garcia, Hunter                   | 8:07   |
| 7.     | Playing in the Band                                      | Weir, Hart, Hunter               | 13:21  |
| 8.     | Morning Dew                                              | Dobson, Rose                     | 12:37  |

| Disk 3         | Disk 3                          | Disk 3                       | Disk 3 |
| Pořadí         | Název                           | Autor                        | Délka  |
| -------------- | ------------------------------- | ---------------------------- | ------ |
| 1.             | Truckin'                        | Garcia, Lesh, Weir, Hunter   | 10:23  |
| 2.             | Nobody's Fault but Mine         | trad., arr. by Grateful Dead | 3:00   |
| 3.             | Goin' Down the Road Feeling Bad | trad., arr. by Grateful Dead | 8:42   |
| 4.             | One More Saturday Night         | Weir                         | 5:23   |
| 5.             | Uncle John's Band               | Garcia, Hunter               | 7:39   |
| 6.             | Truckin'                        | Garcia, Lesh, Weir, Hunter   | 12:05  |
| 7.             | The Other One                   | Weir, Kreutzmann             | 19:22  |
| 8.             | Stella Blue                     | Garcia, Hunter               | 7:42   |
| Celková délka: | Celková délka:                  | Celková délka:               | 224:22 |

| Bonusový disk  | Bonusový disk            | Bonusový disk                                          | Bonusový disk |
| Pořadí         | Název                    | Autor                                                  | Délka         |
| -------------- | ------------------------ | ------------------------------------------------------ | ------------- |
| 1.             | Greatest Story Ever Told | Hart, Weir, Hunter                                     | 5:42          |
| 2.             | China Cat Sunflower      | Garcia, Hunter                                         | 9:18          |
| 3.             | I Know You Rider         | trad., arr. by Grateful Dead                           | 5:31          |
| 4.             | Dark Star                | Garcia, Hart, Kreutzmann, Lesh, McKernan, Weir, Hunter | 43:33         |
| 5.             | Eyes of the World        | Garcia, Hunter                                         | 14:03         |
| Celková délka: | Celková délka:           | Celková délka:                                         | 78:13         |

## Sestava
- Jerry Garcia – sólová kytara, zpěv
- Bob Weir – rytmická kytara, zpěv
- Phil Lesh – basová kytara, zpěv
- Donna Jean Godchaux – zpěv
- Keith Godchaux – klávesy
- Bill Kreutzmann – bicí